# Степноозерська селищна рада
Сте́пноозе́рська селищна рада (рос. Степноозёрский поселковый совет) — сільське поселення у складі Благовіщенського району Алтайського краю Росії.
Адміністративний центр — селище міського типу Степне Озеро.

## Населення
Населення — 6304 особи (2019; 6672 в 2010, 7184 у 2002).